# Кове, Даур Вадимович
Даур Вадимович Кове (абх. Даур Вадим-иҧа Ақаҩба; род. 15 марта 1979, Сухуми, Грузинская ССР) — член Правительства Республики Абхазия; министр культуры Абхазии с 18 апреля 2025 года; начальник аппарата кабинета министров Республики Абхазия (2010—2011); министр иностранных дел Абхазии (2016—2021).

## Биография
Родился 15 марта 1979 года в г. Сухум.
В 1995 году был принят на должность референта Главы представительства Республики Абхазия в Республике Башкортостан.
В 2000 году окончил юридический факультет Башкирского государственного университета (ныне Уфимский университет науки и технологий) и Указом Президента Республики Абхазия назначен на должность Главы представительства Республики Абхазия в Республике Башкортостан.
В 2005 году принят на должность начальника международного отдела Министерства иностранных дел Республики Абхазия.
В 2006 году назначен на должность заместителя министра иностранных дел Республики Абхазия.
Участник различных конференций по проблемам социологии и вопросам беженцев. Участвовал в составе рабочих групп по вопросам возвращения беженцев в рамках Сочинских договорённостей и по проблеме внутренне перемещённых лиц и беженцев, в рамках грузино-абхазского Координационного совета.
9 сентября 2010 года указом президента Абхазии назначен на должность начальника Аппарата Кабинета Министров. Член комиссии «по реабилитации жертв политических репрессий» при Президенте Республики Абхазия.
4 октября 2016 года президентом Абхазии был подписан указ о назначении Даура Кове на должность министра иностранных дел, на следующий день Рауль Хаджимба представил коллективу Министерства иностранных дел нового министра.
С 6 апреля 2022 по 30 октября 2023 года — министр культуры Абхазии.
С 2023 года — заместитель главы администрации Галского района.
С 18 апреля 2025 года — министр культуры Абхазии.

## Семья
Женат, имеет троих дочерей.

## Награды
- Орден Дружбы (2021 год, Южная Осетия)[10]
- Орден Дружбы (2017 год, ДНР)[11]
- Медаль «За заслуги» II степени (2019, ЛНР)[12]
- Нагрудный знак МИД России «За вклад в международное сотрудничество» (2019, Министерство иностранных дел Российской Федерации)[13].
- Нагрудный знак МИД России «За взаимодействие» (2022, Министерство иностранных дел Российской Федерации)[14].